# Valentina (Heilige)

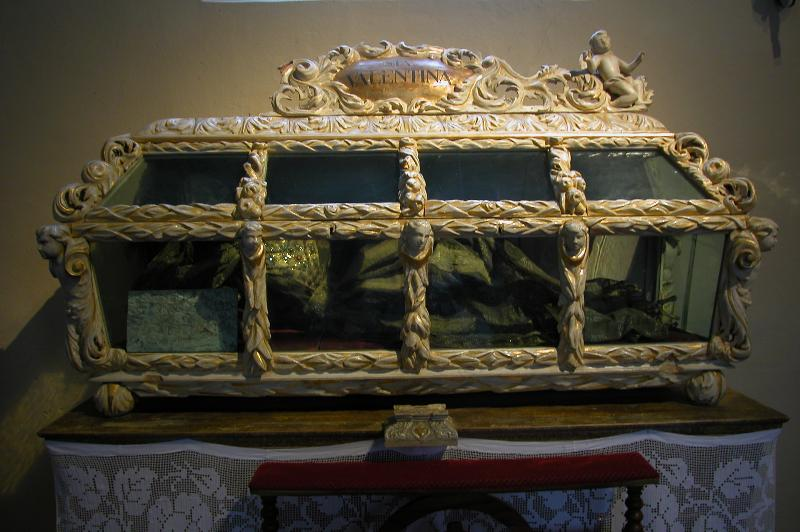
Sarg der Heiligen Valentina in Drosendorf (Niederösterreich)

Valentina (* 281; † 18. März 317) war eine Heilige, Jungfrau und Märtyrin, die der Überlieferung nach im 4. Jahrhundert lebte.
Sie stammte aus der zur Zeit der römischen Herrschaft gegründeten Stadt Caesarea in der Region Palaestina. Valentina gelobte Jungfräulichkeit um Christi willen und wurde wegen ihres Christentums zum Tode verurteilt und enthauptet. Aus einer Tafel, die sich der Überlieferung zufolge an ihrem Grab fand, geht ihr Todesdatum hervor. Die Christenverfolgungen seitens des Staates waren zu dieser Zeit jedoch bereits beendet.
1702 schenkte Papst Clemens XI. die Reliquien der hl. Valentina der Gräfin Katharina Eleonora Lamberg, die sie in die österreichischen Stadt Drosendorf im Waldviertel brachte, wo sie in der Martinskirche aufbewahrt werden. Dort findet seit 1999 jedes Jahr das Valentinafest statt.
Valentina in Drosendorf ist eine sogenannte Katakombenheilige. Der Gedenktag Valentinas ist der 25. Juli.